# Eclissi solare dell'11 giugno 2048
L'Eclissi solare dell'11 giugno 2048, di tipo anulare, è un evento astronomico che avrà luogo il suddetto giorno attorno alle ore 12:58 UTC.
L'eclissi avrà un'ampiezza massima di 134 chilometri e una durata di 4 minuti e 45 secondi.

## Eclissi correlate

### Eclissi solari 2047 - 2050
Questa eclissi è un membro di una serie semestrale. Un'eclissi in una serie semestrale di eclissi solari si ripete approssimativamente ogni 177 giorni e 4 ore (un semestre) in nodi alternati dell'orbita della Luna.

### Ciclo di Saros 128
Questa eclissi fa parte del ciclo 128 di Saros, che include 73 eclissi che si verificano a intervalli di 18 anni e 11 giorni. La serie iniziò con un'eclissi solare parziale il 29 agosto 984 d.C. Dal 16 maggio 1417 al 18 giugno 1471 la serie produsse eclissi solari totali, seguite da eclissi solari ibride dal 28 giugno 1489 al 31 luglio 1543 ed eclissi solari anulari dall'11 agosto 1561 al 25 luglio 2120. La serie termina al membro 73 con un'eclissi parziale il 1º novembre 2282. Tutte le eclissi in questa serie si verificano nel nodo discendente della Luna.